# Agraphospiza rubescens
Agraphospiza rubescens е вид птица от семейство Чинкови (Fringillidae).

## Разпространение
Видът е разпространен в Бутан, Индия, Китай, Мианмар и Непал.